# Crocus longiflorus
Crocus longiflorus là một loài thực vật có hoa trong họ Diên vĩ. Loài này được Raf. miêu tả khoa học đầu tiên năm 1810.